# Cibeureum (Kertasari)
Cibeureum is een bestuurslaag in het regentschap Bandung van de provincie West-Java, Indonesië. Cibeureum telt 15.791 inwoners (volkstelling 2010).